# Korilje
Korilje en serbe latin et Korilë en albanais (en serbe cyrillique : Кориље) est une localité du Kosovo située dans la commune/municipalité de Zvečan/Zveçan, district de Mitrovicë/Kosovska Mitrovica. Selon des estimations de 2009 comptabilisées pour le recensement kosovar de 2011, elle compte 1 572 habitants, dont une majorité de Serbes.

## Démographie

### Évolution historique de la population dans la localité
| 1948 | 1953 | 1961 | 1971 | 1981 | 1991 | 2009  |
| ---- | ---- | ---- | ---- | ---- | ---- | ----- |
| 456  | 490  | 439  | 932  | 915  | 854  | 1 572 |

|  |